# 유럽 올림픽 위원회
유럽 올림픽 위원회(영어: European Olympic Committees, 약칭 EOC)는 유럽 대륙의 50개국 국가 올림픽 위원회가 모인 국제 올림픽 기구로 이탈리아 로마에 본부를 두고 있다. 유럽 유스 올림픽 페스티벌, 유럽 소국 경기 대회, 유러피언 게임을 주최한다.

## 회원국
다음의 표를 통해 각국의 국가 올림픽 위원회가 국제 올림픽 위원회의 승인을 받은 연도를 알아볼 수 있다.
| 국가                  | 국가 코드 | 국가 올림픽 위원회                        | 가입/발족 연도 | 주석 |
| --------------------- | --------- | ----------------------------------------- | -------------- | ---- |
| 알바니아              | ALB       | 알바니아 국가 올림픽 위원회               | 1958/1959      |      |
| 안도라                | AND       | 안도라 올림픽 위원회                      | 1971/1975      |      |
| 아르메니아            | ARM       | 아르메니아 국가 올림픽 위원회             | 1990/1993      |      |
| 오스트리아            | AUT       | 오스트리아 올림픽 위원회                  | 1908/1912      |      |
| 아제르바이잔          | AZE       | 아제르바이잔 국가 올림픽 위원회           | 1992/1993      |      |
| 벨라루스              | BLR       | 벨라루스 국가 올림픽 위원회               | 1991/1993      |      |
| 벨기에                | BEL       | 벨기에 올림픽 위원회                      | 1906           |      |
| 보스니아 헤르체고비나 | BIH       | 보스니아 헤르체고비나 올림픽 위원회       | 1992/1993      |      |
| 불가리아              | BUL       | 불가리아 올림픽 위원회                    | 1923/1924      |      |
| 크로아티아            | CRO       | 크로아티아 올림픽 위원회                  | 1991/1993      |      |
| 키프로스              | CYP       | 키프로스 올림픽 위원회                    | 1974/1978      |      |
| 체코                  | CZE       | 체코 올림픽 위원회                        | 1899/1993      |      |
| 덴마크                | DEN       | 덴마크 체육 연맹 올림픽 위원회            | 1905           |      |
| 에스토니아            | EST       | 에스토니아 올림픽 위원회                  | 1923/1991      |      |
| 핀란드                | FIN       | 핀란드 올림픽 위원회                      | 1907           |      |
| 프랑스                | FRA       | 프랑스 국가 올림픽 체육 위원회            | 1894           |      |
| 조지아                | GEO       | 조지아 국가 올림픽 위원회                 | 1989/1993      |      |
| 독일                  | GER       | 독일 올림픽 체육 연맹                     | 1895           |      |
| 영국                  | GBR       | 영국 올림픽 협회                          | 1905           |      |
| 그리스                | GRE       | 그리스 올림픽 위원회                      | 1894/1895      |      |
| 헝가리                | HUN       | 헝가리 올림픽 위원회                      | 1895           |      |
| 아이슬란드            | ISL       | 아이슬란드 국가 올림픽 체육 협회          | 1921/1935      |      |
| 아일랜드              | IRL       | 아일랜드 올림픽 평의회                    | 1922           |      |
| 이스라엘              | ISR       | 이스라엘 올림픽 위원회                    | 1933/1952      |      |
| 이탈리아              | ITA       | 이탈리아 국가 올림픽 위원회               | 1908/1915      |      |
| 코소보                | KOS       | 코소보 올림픽 위원회                      | 1992/2014      |      |
| 라트비아              | LAT       | 라트비아 올림픽 위원회                    | 1922/1991      |      |
| 리히텐슈타인          | LIE       | 리히텐슈타인 올림픽 위원회                | 1935           |      |
| 리투아니아            | LTU       | 리투아니아 국가 올림픽 위원회             | 1924/1991      |      |
| 룩셈부르크            | LUX       | 룩셈부르크 올림픽 체육 위원회             | 1912           |      |
| 몰타                  | MLT       | 몰타 올림픽 위원회                        | 1928/1936      |      |
| 몰도바                | MDA       | 몰도바 국가 올림픽 위원회                 | 1991/1993      |      |
| 모나코                | MON       | 모나코 올림픽 위원회                      | 1907/1953      |      |
| 몬테네그로            | MNE       | 몬테네그로 올림픽 위원회                  | 2006/2007      |      |
| 네덜란드              | NED       | 네덜란드 올림픽 위원회 네덜란드 체육 연맹 | 1912           |      |
| 북마케도니아          | MKD       | 북마케도니아 올림픽 위원회                | 1992/1993      |      |
| 노르웨이              | NOR       | 노르웨이 올림픽 패럴림픽 위원회 체육 연맹 | 1900           |      |
| 폴란드                | POL       | 폴란드 올림픽 위원회                      | 1918/1919      |      |
| 포르투갈              | POR       | 포르투갈 올림픽 위원회                    | 1909           |      |
| 루마니아              | ROU       | 루마니아 올림픽 체육 위원회               | 1914           |      |
| 러시아                | RUS       | 러시아 올림픽 위원회                      | 1989/1993      |      |
| 산마리노              | SMR       | 산마리노 올림픽 위원회                    | 1959           |      |
| 세르비아              | SRB       | 세르비아 올림픽 위원회                    | 1911/1912      |      |
| 슬로바키아            | SVK       | 슬로바키아 올림픽 위원회                  | 1992/1993      |      |
| 슬로베니아            | SLO       | 슬로베니아 올림픽 위원회                  | 1991/1993      |      |
| 스페인                | ESP       | 스페인 올림픽 위원회                      | 1912           |      |
| 스웨덴                | SWE       | 스웨덴 올림픽 위원회                      | 1913           |      |
| 스위스                | SUI       | 스위스 올림픽 협회                        | 1912           |      |
| 튀르키예              | TUR       | 튀르키예 국가 올림픽 위원회               | 1908/1911      |      |
| 우크라이나            | UKR       | 우크라이나 국가 올림픽 위원회             | 1990/1993      |      |

### 이전 회원국
| 국가                | 국가 코드 | 국가 올림픽 위원회                | 가입/발족 연도 | 해체 연도 |
| ------------------- | --------- | --------------------------------- | -------------- | --------- |
| 체코슬로바키아      | TCH       | 체코슬로바키아 올림픽 위원회      | 1919           | 1992      |
| 동독                | GDR       | 동독 국가 올림픽 위원회           | 1951/1968      | 1990      |
| 세르비아 몬테네그로 | SCG       | 세르비아 몬테네그로 올림픽 위원회 | 2003           | 2006      |
| 소련                | URS       | 소련 올림픽 위원회                | 1951           | 1992      |
| 유고슬라비아        | YUG       | 유고슬라비아 올림픽 위원회        | 1919/1920      | 2003      |